# 齋藤玄昌實
齋藤 玄昌實（さいとう げんしょうじつ、 1941年（昭和16年）-）は、宮城県仙台市出身の画家。雄勝石絵の作品が有名であり、東北地方太平洋沖地震後は雄勝石復興プロジェクトの発起人としての活動を開始している。

## 略歴・主な古典
- 1961年（昭和36年）商業美術家・深沢大蔵に師事
- 1984年（昭和59年） 雄勝石による商品開発（通商産業省パイロットデザイン事業参加）
- 1986年（昭和61年）雄勝石の新商品開発発表（東京六本木／アクシスギャラリー）
- 1989年（平成元年）個展「石たちによるデザイン展」（仙台／141ギャラリー）
- 1990年（平成2年）個展「石たちによる作品展」（松島町／センチュリーホテル）
- 1991年（平成3年） 「雄勝石クラフト展」（六本木／麻布美術工芸館）
- 1994年（平成6年） 個展「齋藤實の世界・ポスター＆オフジェ展」（柴田町／ふるさと文化伝承館）
- 1997年（平成9年） 個展[齋藤實の作品展J（仙台/丸善画廊）/「神秘の玄昌石絵展」（日本橋/丸善画廊）
- 1998年（平成10年） 個展(東京/両国ギャラリー游）（東京/久我山ギャラリー藍）
- 1999年（平成11年） 個展『漆黒のロマン』（東京/銀座煉瓦画廊）/ 「玄昌石絵展」（東京/銀座松屋） /「漆黒のロマン展」（名古屋/ギャラリー妙）
- 2000年（平成12年） 個展「玄昌石絵展」（仙台/ギャラリーガレ）日米合同作品展参加（アメリカ/マジソンシティー）
- 2001年（平成13年） 個展（仙台/丸善ギャラリー）
- 2002年（平成14年）
  - 個展(東京/銀座ギャラりーぎおん石) 個展(東浦和ギャラリー季) /日米合同作品展参加(埼玉県立近代美術館)
  - 中学校教科書「美術」に掲載
- 2003年（平成15年） 個展(山形大沼デパート) 個展(仙台丸善画廊)
- 2004年（平成16年） 東北の味と技展(東京松坂屋／横浜そごう／大阪近鉄百貨店) 平成17年度より小学校教科書（社会料）に掲載（東京書籍）
- 2005年（平成17年〜 東京・大阪・京都・名古屋・札幌・横浜・広島・山形・千葉・下関・福井等にて展示発表
- 2008年（平成20年） 日本の匠展（大阪梅田阪急百貨店本店）
- 2009年（平成21年） 日本の匠の技展（日本橋三越本店）東北展（名古屋松坂屋本店）
- 2010年（平成22年） 子供たちによる石絵教室と大壁画制作（仙台メディアテーク）（石巻市立雄勝小学校）（蔵王町立宮小学校）
- 2011年（平成23年）3月　東北地方太平洋沖地震の津波により、石巻市雄勝町は壊滅的な被害を受け、雄勝石ギャラリーもまたほぼ原型を失うこととなる。
- 2011年（平成23年）9月「雄勝石作家 齋藤玄昌實と雄勝石 ～大津波に耐えた石たち～」（仙台藤崎デパート）
- 2012年（平成24年） JR東京駅丸の内地下に巨大壁画永久保存「輝く」を設置[2]

## 代表作品
- 山河を照らす
- 旭日に輝く
- 満月頂を照らす
- 海光
- 丘を照らす
- 静寂
- 満月富士
- 遠望の富士
- 日出る
- 鳳凰